# Никифор Григора
Никифор Григора (грец. Νικηφόρος Γρηγορᾶς; бл. 1295 — бл. 1360) — візантійський учений, історик, філософ, богослов, астроном та політичний діяч.

## Життя
Народився в Гереклеї Понтійській (сучасна Туреччина). У 1326 році подав імператору Андроніку II пропозицію календарної реформи. Незважаючи на схвалення імператора, реформа не була здійснена через опір Церкви.
Під заступництвом Теодора Метохіта Григора присвятив себе науці. Йому доручали дипломатичні завдання, зокрема перемовини з римською курією. Після 1330 року він залишив офіційну службу й оселився в монастирі Хора у Константинополі, де працював над своєю головною історичною працею.
У 1346 році виступив проти ісихазму й Григорія Палами, брав участь у богословських диспутах. Згодом, за імператора Іоанна VI Кантакузина, зазнав опали, був ув’язнений на кілька років. Після зречення Кантакузина звільнений, але залишився в монастирі до смерті.

## Твори
Найважливішим твором Григори є Римська історія в 37 книгах, яка охоплює події з 1204 до 1359 року.  Інші твори:
- трактат проти ісихазму;
- астрономічні й філософські твори;
- епістолярна спадщина (бл. 160 листів);
- діалоги, вірші.

## Оцінка
Григора вважається одним із найвидатніших візантійських інтелектуалів XIV століття. Його історична праця — одне з головних джерел пізньої візантійської історіографії.